# British Rail 312 sorozat
A British Rail 312 sorozat egy angol négyrészes 25 kV 50 Hz-es váltakozó áramú villamosmotorvonat-sorozat volt. 1975 és 1978 között összesen 49 motorvonatot gyártotta a BREL. A sorozatot viszonylag korán, 2004-ben selejtezték 25-28 év szolgálat után (általában egy motorvonat élettartama 30 év).